# Roberta Flack & Donny Hathaway
Roberta Flack & Donny Hathaway — студийный альбом американских исполнителей Роберты Флэк и Донни Хатауэя, выпущенный в 1972 году на лейбле Atlantic Records. Продюсерами стали Джоэл Дорн и Ариф Мардин.

## Предыстория
Оба, и Роберта Флэк и Донни Хатауэй, пользовались большим успехом у критиков, тем не менее, коммерческого успеха не имели. Музыканты уже пересекались друг с другом ранее: Флэк исполняла песни Хатауэя в первых двух альбомах, в то время как Хатауэй приглашал Флэк в качестве аккомпаниатора, аранжировщика или бэк-вокалистки. Продюсер лейбла Atlantic Records Джерри Векслер предложили им записать общий студийный альбом.

## Релиз

### Синглы
Первым синглом из альбома был выбран «You’ve Got a Friend» и выпущен в мае 1971 года, причём в то же самое время случился релиз «You’ve Got a Friend» в исполнении Джеймса Тейлора. Обе песни вошли в чарт Billboard Hot 100 с разницей в одну неделю. Тем не менее, версия Тейлора возглавила чарт, а Флэк и Хатауэй достигли лишь 29 места.
Песня «You’ve Lost That Lovin’ Feelin’» была выпущена в качестве второго сингла, но достигла лишь 71-го места чарте Billboard Hot 100 и до 30-го места в чарте Best Selling Soul Singles.
Самым успешным синглом стал третий, «Where Is the Love», выпущенный в апреле 1972 года. Он достиг 5-го места в чарте Billboard Hot 100 и возглавил чарты Best Selling Soul Singles и Easy Listening. Возможно, этому способствовал выпуск в тот же период песни «The First Time Ever I Saw Your Face», ставшей саундтреком к фильму «Сыграй мне перед смертью» и занявшей первое место в чарте Billboard Hot 100.

#### Альбом
Альбом дебютировал 13 мая 1972 года в чарте Billboard 200 под номером 53. В это же время в чарте находился дебютный и третий студийные альбомы Флэк, причём дебютный альбом возглавлял чарт, также в чарте присутствовал альбома Хатауэя Donny Hathaway Live. В ту же неделю альбом дебютировал в чарте Top Soul Albums, где также уже находились другие альбомы исполнителей. Своей пиковой третьей строчки в Billboard 200 альбом достиг 7 июля 1972 года, и снова параллельно в чарте Top Soul Albums достигает пиковой второй позиции. Пластинка также попала в чарты Австралии и Канады, заняв 22-е и 25-е место соответственно. В Великобритании альбом был переиздан в 1980 году и попал на 31-е место в чарте.

## После записи

### Награды и номинации
На 14-й церемония «Грэмми» Флэк и Хатауэй получили номинацию в категории «Лучшее исполнение дуэтом или группой в стиле ритм-н-блюз» за песню «You’ve Got a Friend», но уступили победу Айку и Тине Тёрнерам. На следующей церемонии дуэт вновь получил номинацию, на этот раз в категории «Лучшее вокальное поп-исполнение дуэтом или группой» за песню «Where Is the Love», эта номинация стала победной.

#### Дальнейшее сотрудничество
После записи данного альбома карьера Донни Хатауэя, шедшая до того лучше, чем у Флэк, пошла по наклонной, в то время как у Флэк все было с точностью до наоборот. В 1978 году артисты вновь объединились для записи песни «The Closer I Get to You», которая стала настоящим хитом, достигнув второй строчки в чарте Billboard Hot 100 и возглавив чарт Best Selling Soul Singles. Также они планировали записать новый дуэтный альбом, и даже успели закончить две песни, однако в 1979 году Хатауэя не стало. В 1980 году Флэк выпустила альбом Roberta Flack Featuring Donny Hathaway в память о коллеге и друге.

## Список композиций
| №  | Название                          | Автор(ы)                                 | Длительность |
| -- | --------------------------------- | ---------------------------------------- | ------------ |
| 1. | «I (Who Have Nothing)»            | Джерри Либер, Майк Столлер, Карло Донида | 5:00         |
| 2. | «You’ve Got a Friend»             | Кэрол Кинг                               | 2:34         |
| 3. | «Baby I Love You»                 | Джимми Холидей, Ронни Шэннон             | 3:24         |
| 4. | «Be Real Black for Me»            | Чарльз Манн, Донни Хатауэй, Роберта Флэк | 3:30         |
| 5. | «You’ve Lost That Lovin’ Feelin’» | Барри Манн, Фил Спектор, Синтия Вайль    | 6:36         |

| №  | Название               | Автор(ы)                        | Длительность |
| -- | ---------------------- | ------------------------------- | ------------ |
| 1. | «For All We Know»      | Джон Кутс, Сэм Льюис            | 3:38         |
| 2. | «Where Is the Love»    | Ральф Макдональд, Уильям Солтер | 2:43         |
| 3. | «When Love Has Grown»  | Донни Хатауэй, Юджин Макдэниелс | 3:31         |
| 4. | «Come Ye Disconsolate» | Томас Мур, Сэмюэл Уэбб          | 4:50         |
| 5. | «Mood»                 | Роберта Флэк                    | 7:00         |

## Позиции в хит-парадах
| Хит-парад (1972—1980)                  | Высшая позиция |
| -------------------------------------- | -------------- |
| Австралия (Kent Music Report)          | 22             |
| Великобритания (UK Albums Chart)       | 31             |
| Канада (RPM Top Albums/CDs)            | 25             |
| США (Billboard 200)                    | 3              |
| США (Billboard Top R&B/Hip-Hop Albums) | 2              |

## Сертификации и продажи
| Регион | Сертификация | Продажи  |
| --- | ------------ | -------- |
| США (RIAA) | Золотой      | 500 000^ |
| * Данные о продажах приведены только на основе сертификации. ^ Данные о тиражах приведены только на основе сертификации. |              |          |